# Microphysogobio yaluensis
Microphysogobio yaluensis är en fiskart som först beskrevs av Tamezo Mori botanist 1928.  Microphysogobio yaluensis ingår i släktet Microphysogobio och familjen karpfiskar. Inga underarter finns listade i Catalogue of Life.